# علوم جنائية رقمية
(بالإنجليزية: Digital Forensic Science)‏ وهي فرع من فروع العلوم الجنائية وتشمل الإسترداد والبحث عن المواد الموجودة على الاجهزة الرقمية مثل القرص الصلب والتي غالبا ما تتعلق بجرائم الحاسوب أو جرائم الهواتف المحمولة .

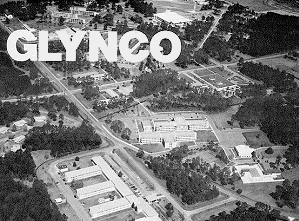

مصطلح رقمية جنائية Digital forensics كان في الأصل مرادف لمصطلح جنائية حاسوبية computer forensics ولكن تم التوسع به ليشمل كل الأجهزة التي تخزن بيانات رقمية، وبسبب جذور ثورة الحوسبة الشخصية في أواخر السبعينيات وأوائل الثمانينيات، تطور الانضباط بطريقة عشوائية خلال التسعينات، ولم تظهر السياسات الوطنية إلا في مطلع القرن الحادي والعشرين.
التحقيقات الجنائية الرقمية لديها مجموعة متنوعة من التطبيقات. والأكثر شيوعا هو دعم أو دحض فرضية قبل الجنائية أو المدنية (كجزء من المحاكمات عملية الاكتشاف الإلكتروني). ويمكن أيضا أن تكون علوم جنائية في القطاع الخاص؛ كما هو الحال أثناء التحقيقات الداخلية للشركات أو التحقيق التسلل (التحقيق متخصص في طبيعة ومدى التسلل شبكة غير مصرح بها).
وينقسم الجانب التقني للتحقيق إلى عدة فروع فرعية تتعلق بنوع الأجهزة الرقمية المعنية؛ والعلوم الجنائية للشبكة، وتحليل البيانات الجنائية، والعملية الجنائية للجهاز المحمول. وتشمل عملية الجنائية النموذجية الإستيلاء والتصوير الشرعي (الإستحواذ) وتحليل الوسائط الرقمية وإنتاج تقرير في الأدلة المجمعة.
فضلا عن تحديد الأدلة المباشرة على الجريمة، يمكن استخدام الأدلة الجنائية الرقمية لإسناد الأدلة إلى مشتبه بهم محددين، وتأكيد البيانات، وتحديد النية، وتحديد المصادر (على سبيل المثال، في حالات حق المؤلف)، أو مصادقة الوثائق. التحقيقات أوسع نطاقا بكثير من مجالات التحليل الجنائي الأخرى (حيث الهدف المعتاد هو تقديم إجابات لسلسلة من الأسئلة الأبسط) غالبا ما تنطوي على خطوط زمنية معقدة أو فرضيات.

## نبذة تاريخية
وقبل الثمانينيات من القرن الماضي، تم التعامل مع الجرائم التي تنطوي على الحواسيب باستخدام القوانين القائمة. تم الاعتراف بجرائم الكمبيوتر الأولى في قانون فلوريدا لجرائم الكمبيوتر لعام 1978، والتي تضمنت تشريعات ضد التعديل غير المصرح به أو حذف البيانات على نظام الكمبيوتر.
 وعلى مدى السنوات القليلة القادمة ازدادت جرائم الحاسوب التي ترتكب، وتمت الموافقة على قوانين للتعامل مع قضايا حق المؤلف، والخصوصية / التحرش (مثل التسلط عبر الإنترنت، والمطاردة الإلكترونية، والنشل عبر الإنترنت)، والمواد الإباحية عن الأطفال.

 ولم تبدأ القوانين الفدرالية حتى الثمانينات في إدراج جرائم الحاسوب. وكانت كندا أول بلد يصدر تشريعات في عام 1983.
 وأعقب ذلك القانون الاتحادي الأمريكي للحواسيب وإساءة استعمال الكمبيوتر في عام 1986، والتعديلات الأسترالية على جرائمهم في عام 1989، وقانون إساءة استخدام الكمبيوتر البريطاني في عام 1990.